# Раритет (филателия)
Рарите́т (нем. Rarität, от лат. raritas — редкость) — в филателии весьма редкая почтовая марка (или её разновидность), а также очень редкие почтовый штемпель, цельная вещь или целая вещь, которые существуют в настоящее время в небольшом количестве экземпляров и представляют собой ценный коллекционный экземпляр. Особое значение имеет определение степени редкости филателистических материалов при оценке членами жюри филателистической выставки экспонатов выставки.
| Примеры филателистических раритетов и редких почтовых марок | Примеры филателистических раритетов и редких почтовых марок | Примеры филателистических раритетов и редких почтовых марок | Примеры филателистических раритетов и редких почтовых марок | Примеры филателистических раритетов и редких почтовых марок | Примеры филателистических раритетов и редких почтовых марок                                              |
| ----------------------------------------------------------- | ----------------------------------------------------------- | ----------------------------------------------------------- | ----------------------------------------------------------- | ----------------------------------------------------------- | --- |
|                                                             |                                                             |                                                             |                                                             |                                                             | |
| Британская Гвиана (уникум)                                  | Жёлтый трёхскиллинговик (уникум)                            | Розовый Маврикий (уникум)                                   | Голубой Маврикий (раритет мирового класса)                  | Гавайские миссионеры (раритет мирового класса)              | Целая вещь (уникум): экземпляр газеты с наклееными марками «Бычьи головы» (сами марки считаются редкими) |

## Описание
Филателисты условно делят все филателистические материалы на «лёгкие» (которые несложно заполучить в коллекцию путём приобретения или обмена) и «тяжёлые» (которые встречаются редко, прочно и надолго оседают в частных коллекциях и музеях). Чтобы выделить такие почтовые марки, штемпели, цельные или целые вещи среди прочих, их назвали «раритетами». Примерами известных раритетов являются первые марки острова Маврикий.
В определениях раритета различные источники выделяют такие признаки как «редкость», «ценность для коллекции». За редкие марки платят значительные цены: за марку в 2 цента розового цвета Британской Гвианы первого выпуска 1850 года уже на рубеже XIX и XX веков было уплачено, например, 1010 долларов США.

## Классификация

Филателистический дилер Уорд, Филип Генри (младший) c коллекцией редких марок стоимостью $ на приёме в Белом доме по приглашению Президента США Ф. Рузвельта (1937)

В зависимости от известного количества существующих экземпляров раритеты подразделяются на ряд категорий. Среди них выделяются следующие (с градацией по степени редкости):
- У́никум. Так называют почтовую марку (или её разновидность), а также штемпель, цельную или целую вещь, которые известны всего лишь в одном экземпляре. Примером уникума может служить знаменитая марка Британской Гвианы, известная как «Розовая Гвиана»[2].
- Раритет мирового уровня 1 класса. К таковым относят объекты коллекционирования, известные лишь в количестве 2—10 штук.
- Раритет мирового уровня 2 класса. К таковым относят объекты коллекционирования, которые сохранились до наших дней в количестве 11—30 экземпляров.
- Редкая марка (а также штемпель, цельная или целая вещь). К этой категории относятся филателистические материалы, существующие в количестве 1001—3000 экземпляров[6]. Согласно информации из «Спутника филателиста» (1974)[7], к середине 1970-х годов было известно о существовании 483 редких марок, из которых только около 1 % имели бесспорные почтовые функции и не относились к разновидностям.

## Степень редкости
Понятие раритета связано с понятием степени редкости. Е. Сашенков (2002) пишет:
…«Редкость» подчинена в мировой филателии условной шкале оценки. Просто редкость — это когда известны от 11 до 25 экземпляров; уникум — один известный экземпляр.
Степень редкости порой обозначается буквами-символами: от «Р» до «РРРР», как, например, в каталогах земских почтовых марок России, изданных в начале XX века К. Шмидтом и Ф. Чучиным.
Степень редкости того или иного выпуска определяется не только малым тиражом выпуска, но и его фактическим наличием (то есть числом сохранившихся экземпляров марки).

## Причины появления
- Редкость по возрасту.
- Редкость из-за специально заниженного тиража.
- Типографский брак.
- Эксклюзивная история (которая опять-таки сводится к малому тиражу).

## В литературе и кино

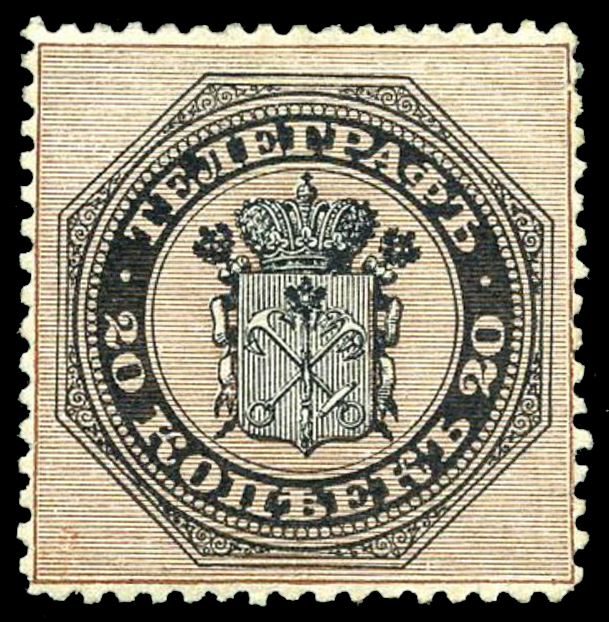
Первая телеграфная марка России (1866). Ныне известно всего 10 экземпляров (раритет мирового класса)

- Интересно следующее упоминание о филателистических раритетах в повести Александра Галича «Генеральная репетиция» (1974)[10]:

Дядя Меша скорчил презрительную усмешку.
— Милостивый государь! — сказал он, добивая меня окончательно, поскольку ни до, ни после никто не называл меня «милостивым государем», — я занимаюсь филателией больше сорока лет… Только недавно мне впервые удалось достать «Русский телеграф» — и то в довольно плохой сохранности! Я знаю коллекционеров — настоящих коллекционеров, которым за всю жизнь так и не посчастливилось достать этот раритет…

Что такое «раритет» я не знал, но мне уже было всё равно.
- Рассказ о редком квартблоке чистых марок «Розовый Меркурий» лёг в основу одноимённой книги чехословацкого писателя Франтишека Лангера (чеш. František Langer, 1888—1965).
- «Шарада» — американский детективный фильм (1963; с участием Одри Хепбёрн), сюжет которого обыгрывается вокруг трёх раритетных марок, известных как «Жёлтый трёхскиллинговик», «Гавайские миссионеры» и «Бычьи головы»[12][13].
- «Смерть филателиста» — советский художественный фильм производства студии Грузия-фильм (1969) о краже филателистического раритета.
- «Девять королев» — аргентинская криминальная драма (2000) о мошеннической операции по продаже раритетных марок.
- Марки различной редкости (от рядовых до раритетных (например, в составе одной из коллекций упомянут «Газетный Меркурий»)) являются сюжетообразующими элементами в нескольких романах Иоанны Хмелевской: «Проклятое наследство», «Роковые марки», «2/3 успеха».